# Primnoisis rigida
Primnoisis rigida is een zachte koraalsoort uit de familie Isididae. De koraalsoort komt uit het geslacht Primnoisis. Primnoisis rigida werd in 1905 voor het eerst wetenschappelijk beschreven door Thomas & Ritchie. 